# Steuerpflicht
Steuerpflicht ist in der Steuerlehre und im Steuerrecht die sich aus einem Steuergesetz ergebende Rechtspflicht zur Zahlung einer bestimmten Steuerart.

## Allgemeines
Das der Steuerpflicht unterliegende Wirtschaftssubjekt (Unternehmen, Personenvereinigungen oder Privatpersonen) trägt die sich aus einem Steuergesetz ergebende Steuerschuld. Ihm steht als Pendant der Steuergläubiger gegenüber. Aus der Steuerpflicht entstand das Nomen Agentis des Steuerpflichtigen (oder Steuersubjekt).
Wirtschaftssubjekte können Steuerdestinatar, Steuerpflichtiger, Steuerschuldner, Steuerträger und/oder Steuerzahler sein. Steuerpflichtiger ist, wer den Tatbestand verwirklicht, an den ein Steuergesetz die Zahlungspflicht knüpft. Jeder Steuerschuldner ist auch Steuerpflichtiger, aber nicht jeder Steuerpflichtige ist auch Steuerschuldner (etwa der Arbeitgeber bei der Lohnsteuer; § 38 Abs. 2 und 3 EStG). Der Steuerzahler hat die Steuer einzubehalten und an das Finanzamt abzuführen und ist somit Steuerpflichtiger (§ 33 Abs. 1 AO), nicht aber zwingend auch Steuerschuldner (etwa der Arbeitgeber bei der Lohnsteuer; § 38 Abs. 2 und 3 EStG). Im Regelfall sind Steuerzahler und Steuerschuldner identisch, jedoch kann es auch personelle Trennungen geben wie bei der Lohnsteuer, Kapitalertragsteuer (§ 44 Abs. 5 Satz 1 EStG) oder Versicherungsteuer (§ 7 Abs. 1 VersStG).
Wird der Tatbestand eines Steuergesetzes erfüllt, entsteht kraft Gesetzes eine Steuerpflicht und damit auch ein Steuerpflichtiger:
- Wer Einkünfte erzielt, ist einkommensteuerpflichtig oder körperschaftsteuerpflichtig.
- Wer als Unternehmer Umsätze tätigt, ist umsatzsteuerpflichtig.
- Wer ein Gewerbe betreibt, ist gewerbesteuerpflichtig.
- Wer ein Grundstück oder grundstücksgleiches Recht erwirbt oder veräußert, ist grunderwerbsteuerpflichtig.
- Wer eine Erbschaft antritt, ist erbschaftsteuerpflichtig.

Die Steuerart ist meist nach dem Steuerobjekt benannt (Gewerbe → Gewerbesteuer).

## Abgabenordnung
Der Steuerpflichtige ist ein zentraler Rechtsbegriff der Abgabenordnung (AO). Steuerpflichtiger ist nach § 33 AO, wer
- eine Steuer schuldet (Steuerschuldner),
- für eine Steuer haftet (Haftung (Steuerrecht)),
- eine Steuer für Rechnung eines Dritten einzubehalten und abzuführen hat z. B. Arbeitgeber,
- eine Steuererklärung abzugeben hat,
- Sicherheit zu leisten hat,
- Bücher und Aufzeichnungen zu führen (Buchführungspflicht) hat oder
- andere ihm durch die Steuergesetze auferlegte Verpflichtungen zu erfüllen hat.

Damit legt die AO einen umfangreichen Personenkreis als Steuerpflichtige fest, die bestimmte Rechtspflichten zu erfüllen haben. Der umgangssprachliche Begriff des Steuerpflichtigen ist auf den Steuerzahler beschränkt.

## Einkommensteuerrecht
Die persönliche Steuerpflicht ist der zentrale Rechtsbegriff des Einkommensteuerrechts, wobei es gemäß § 1 EStG verschiedene Varianten gibt:
| Steuerpflicht                          | Rechtsgrundlage  |
| -------------------------------------- | ---------------- |
| unbeschränkte Steuerpflicht            | § 1 Abs. 1 EStG  |
| erweiterte unbeschränkte Steuerpflicht | § 1 Abs. 2 EStG  |
| unbeschränkte Steuerpflicht auf Antrag | § 1 Abs. 3 EStG  |
| beschränkte Steuerpflicht              | § 1 Abs. 4 EStG  |
| erweiterte beschränkte Steuerpflicht   | § 2 und § 5 AStG |

Die persönliche Steuerpflicht bestimmt, welcher Personenkreis unter die Vorschriften des EStG fällt. Die sachliche Steuerpflicht klärt das Steuerobjekt und die Steuerbemessungsgrundlage.
Unbeschränkt einkommensteuerpflichtig ist z. B. eine natürliche Person, die ihren Wohnsitz oder ihren gewöhnlichen Aufenthalt im Inland hat. Die gleiche natürliche Person ist beschränkt einkommensteuerpflichtig, wenn sie zwar im Inland Einkünfte erzielt, aber keinen Wohnsitz innehat.

## Andere Steuergesetze
Steuergesetze schreiben generell mindestens die persönliche Steuerpflicht und das Steuerobjekt vor. So tritt gemäß § 2 ErbStG die persönliche Steuerpflicht für den gesamten Vermögensanfall (unbeschränkte Steuerpflicht) ein, wenn  der Erblasser zur Zeit seines Todes, der Schenker zur Zeit der Ausführung der Schenkung oder der Erwerber zur Zeit der Entstehung der Steuer ein Inländer ist.
Die Kraftfahrzeugsteuer entsteht nach § 2 Abs. 1 KraftStG beim Halten von Kraftfahrzeugen zum Verkehr auf öffentlichen Straßen und dauert während der Kfz-Zulassung fort (§ 5 KraftStG). Die Luftverkehrsteuer entsteht nach § 4 LuftVStG mit dem Abflug des Fluggastes von einem inländischen Flughafen, die Steuerpflicht obliegt dem Luftverkehrsunternehmen (§ 3 Abs. 2 LuftVStG).

## International
Die Steuerpflicht ist national und international an den Geschäftssitz (Unternehmen) oder Wohnsitz (Privathaushalte) nach dem Wohnsitzlandprinzip gebunden. Dort besteht Steuerpflicht für die weltweiten Einkünfte (Welteinkommensprinzip), also gleichgültig, ob sie im Inland oder Ausland entstanden sind.
Hieraus können innerhalb bestehender Niederlassungsfreiheit und Kapitalverkehrsfreiheit für Steuerpflichtige im Rahmen der Steuerabwehr durch Vertragsgestaltung Vorteile erwachsen. Entsteht nämlich ein Steuergefälle durch Hochsteuer- und Niedrigsteuerländer (Steueroasen), so können sie ihre Steuerpflicht durch Standortwechsel in ein Niedrigsteuerland verlagern (Steuerflucht). Insbesondere multinationale Unternehmen (wie Amazon oder Google) haben ihre Kapitalmobilität für diese Steuerflucht genutzt. Um den internationalen Steuerwettbewerb einzudämmen, werden in den EU-Mitgliedstaaten gemäß der Richtlinie (EU) 2022/2523 vom 14. Dezember 2022 zur Gewährleistung einer globalen Mindestbesteuerung für multinationale Unternehmensgruppen und große inländische Gruppen in der Union seit 2023 die Gewinne großer multinationaler und inländischer Konzerne oder Großunternehmen mit einem Umsatzerlös von insgesamt mindestens 750 Mio. € mit mindestens 15 % Gewinnsteuern besteuert.

## Wirtschaftliche Aspekte
Unterwirft ein Steuergesetz ein Steuersubjekt der Steuerpflicht, so wird ihm eine Steuerlast auferlegt, die dessen Einkommen oder Gewinn und dessen Liquidität verringert. Steuern wirken auf den Steuerträger wie Kosten (Kostensteuern sind sogar echte Kosten), welche die Ertragslage verschlechtern und wie Ausgaben, welche die Liquidität verringern. Die als Steuern gezahlten Ausgaben können vom Steuerträger nicht für andere Konsumausgaben oder Investitionsausgaben verwendet werden (Zwangssparen).
Eine Steuerpflicht und Steuererhöhungen wirken somit kontraktiv auf die gesamtwirtschaftliche Nachfrage, Abschaffung der Steuerpflicht oder Steuersenkungen entsprechend expansiv. Durch Steuerüberwälzung entstehen Preiserhöhungen von Gütern und Dienstleistungen, welche die Nachfrage nach Konsum- und Investitionsgütern beeinträchtigen können.

## Abgrenzung
Der Begriff des Steuerschuldners ist ein Unterbegriff des Steuerpflichtigen, so dass jeder Steuerschuldner auch ein Steuerpflichtiger ist, aber nicht jeder Steuerpflichtige ist ein Steuerschuldner. Der Steuerschuldner ist in der Regel auch der Steuerzahler, ausnahmsweise auch ein Dritter. So hat gemäß § 38 AO in Verbindung mit § 41a EStG die Lohnsteuer nicht der Arbeitnehmer, sondern an dessen Stelle der Arbeitgeber zu entrichten; letzterer ist also Steuerzahler, der Arbeitnehmer ist Steuerpflichtiger und Steuerschuldner.

## Allgemeine Steuerpflicht
Die allgemeine Steuerpflicht geht in den meisten Ländern auf das 19. Jahrhundert zurück (siehe historische Entwicklung der Steuer). Relativ früh wurde sie hingegen – unter Kaiserin Maria Theresia – um 1760 in Österreich, Oberitalien, Ungarn und Böhmen eingeführt.
Die Anfänge der Besteuerung waren der agrarische Zehnt und Zölle (Wegzoll, Brückenzoll), später auch die Steuerpacht und Besitzsteuern. Für letztere wurden im 19. Jahrhundert spezielle Steuerkataster mit vorausgehender Katastervermessung eingeführt.
In vielen Ländern Europas war bis etwa 1900 das Wahlrecht mit ausreichender Steuerpflicht verknüpft. Zuvor war der Adel meist steuerfrei, eine der wenigen Ausnahmen war die Adelsrepublik Venedig.